# Raparna transversa
Raparna transversa là một loài bướm đêm trong họ Noctuidae.